# Holzheim (Rajna-vidék-Pfalz)
Holzheim település Németországban, Rajna-vidék-Pfalz tartományban. Lakosainak száma 872 fő (2023. december 31.).

## Népesség
A település népességének változása:
| Lakosok száma | 709  | 888  | 878  | 876  | 882  | 872  |
|               | 1975 | 2017 | 2019 | 2021 | 2022 | 2023 |